# Prekowahöhe
Die Prekowahöhe oder kurz Prekowa (mundartlich und lt. der ÖK50 auch Auf der Preggam) ist ein 973 m hoher Sattel, der den Tiebelursprung bei Himmelberg mit dem oberen Gurktal bei Gnesau verbindet. Erschlossen ist die Prekowa durch die Turracher Straße (B 95). Auf der Passhöhe befindet sich die Bushaltestelle Prekowahöhe.
Während die Prekowa von Süden, aus Richtung Himmelberg, als Gebirgspass wahrnehmbar ist und die B 95 hier in Serpentinen rund 300 Höhenmeter überwindet, wirkt sie vom Gurktal aus wie ein Talpass, und der Höhenunterschied zur Gurk, die hier ostwärts ins Enge Gurktal biegt, beträgt nur ca. 25 Meter.
Die Bezeichnung Prekowa wird auf slowenisch Prekopa zurückgeführt, was sich als Durchstich übersetzen lässt.

## Belege
1. 1 2  Heinz Pohl: Bergnamen in Österreich. In: members.chello.at. Abgerufen am 16. November 2022.
2. ↑  Feldkirchen - Ebene Reichenau - Turracher Höhe. In: kaerntner-linien.at. Abgerufen am 16. November 2022.
3. ↑  eingeschränkte Vorschau in der Google-Buchsuche